# 顶下小叶
顶下小叶（英文：Inferior parietal lobule）位于大脑顶叶，在顶内沟水平部分的下方、中央后沟下部的后方。顶下小叶也被称作“格施温德区（Geschwind's territory）”，以纪念美国神经学家诺曼·格施温德。

## 结构
在结构上，顶下小叶与上方的顶上小叶之间由顶内沟（水平部分）隔开，从前到后可分为两个脑回：
- 前部的缘上回位于外侧沟后部之上，与颞上回、中央后回相邻；
- 后部的角回位于颞上沟后部之上，与颞中回相邻。

## 功能
顶下小叶与情感认知及感官信息解读相关，也与语言、数学运算、身体意象等有关。

## 临床
优势大脑半球的顶下小叶受到损伤可导致格斯特曼综合症：左右失辨、失认症、书写障碍、失读症等。
非优势大脑半球的顶下小叶受到损伤可导致记忆损失、疾病失认症、失用症等。

## 图像
- 顶下小叶位于红色标记处
- 人大脑侧面图
- 右侧大脑半球（顶下小叶位于红色标记处）